# Piz Grisch (Samedan)
Piz Grisch är en bergstopp i Schweiz.   Den ligger i regionen Maloja och kantonen Graubünden, i den östra delen av landet, 180 km öster om huvudstaden Bern. Toppen på Piz Grisch är 3 098 meter över havet, eller 179 meter över den omgivande terrängen. Bredden vid basen är 1,8 km.
Terrängen runt Piz Grisch är bergig åt sydost, men åt nordväst är den kuperad. Närmaste större samhälle är St. Moritz, 4,6 km sydost om Piz Grisch. 
Trakten runt Piz Grisch består i huvudsak av gräsmarker. Runt Piz Grisch är det ganska glesbefolkat, med 31 invånare per kvadratkilometer.